# Bielusz
Bielusz (także: belysz) – ciasto charakterystyczne dla polskiej kuchni tatarskiej przypominające kołacz albo tort. 
Jest to odmiana przekładańca o czterech lub pięciu warstwach cienkiego, okrągłego ciasta drożdżowego, które wyrabia się z mąki pszennej, jaj oraz masła z dodatkiem drożdży. Farsz może być przygotowany ze zróżnicowanych składników, najczęściej są to mięso, gotowane i siekane jaja, grzyby lub ryż przyprawiony w charakterystyczny sposób (zdarza się cebula). Pierwotnie potrawę przygotowywano poprzez zawinięcie rozwałkowanego płatu ciasta wraz warstwą farszu z baraniny, czy gęsiny na kształt rulonu. W niektórych gospodarstwach domowych stosowano nadzienie jabłkowe (ewentualnie z dyni). Ciasto spożywa się na ciepło. 
Stanisław Kryczyński podał następujący opis przygotowania potrawy: "Tłuste mięso baranie lub gęsie kraje się na drobne kawałki i zawija w cieście zrobionym z mąki, jaj i masła lub smalcu. Ciasto z takim nadzieniem zapieka się w formie lub rondlu”. 